# Zonophora supratriangularis
Zonophora supratriangularis är en trollsländeart som beskrevs av Schmidt 1941. Zonophora supratriangularis ingår i släktet Zonophora och familjen flodtrollsländor. Inga underarter finns listade i Catalogue of Life.